# ユニバーシティ・オブ・ボルトン・スタジアム
ユニバーシティ・オブ・ボルトン・スタジアム（University of Bolton Stadium）はイングランド大マンチェスター州ボルトンにあるボルトン・ワンダラーズFCのホームスタジアムである。
1997年に開場。当時のクラブスポンサーだったリーボックの名を冠してリーボック・スタジアムと名付けられた。2014年、イタリアのスポーツウェア会社のマクロンとネーミングライツ契約を結び、名称がマクロン・スタジアムへと変更された。2018年8月、マクロンとの契約満了を受けてユニバーシティ・オブ・ボルトン・スタジアムへと変更された。

## 概要
クラブのかつてのホームスタジアムであったバーンデン・パークの老朽化に伴い、1997年に当時、イギリスの副首相であった労働党の政治家ジョン・プレスコットによって開設された。
また、サッカー以外にもオアシス、P!NK、エルトン・ジョン、コールドプレイ、ザ・キラーズ、リトル・ミックス、ロッド・スチュワートらがコンサートを行ったほか、ダーツのUKオープン、ワールドクラブチャレンジなどが行われた。
2019年8月には労働党党首のジェレミー・コービンによる選挙集会が開催された。